# Nanfeng (sockenhuvudort i Kina, Zhejiang Sheng, lat 28,86, long 120,74)
Nanfeng (kinesiska: 南峰, 南峰街道) är en sockenhuvudort i Kina. Den ligger i provinsen Zhejiang, i den östra delen av landet, omkring 160 kilometer söder om provinshuvudstaden Hangzhou. Antalet invånare är 53 426. Befolkningen består av 26 390 kvinnor och 27 036 män. Barn under 15 år utgör 20,0 %, vuxna 15-64 år 73 %, och äldre över 65 år 6,0 %.
Runt Nanfeng är det ganska tätbefolkat, med 166 invånare per kvadratkilometer. Närmaste större samhälle är Xianju, 0,69 km sydväst om Nanfeng. Runt Nanfeng är det i huvudsak tätbebyggt.
Genomsnittlig årsnederbörd är 2 402 millimeter. Den regnigaste månaden är juni, med i genomsnitt 411 mm nederbörd, och den torraste är januari, med 67 mm nederbörd.